# Hélène de Pourtalès
Hélène de Pourtalès (Nueva York, 28 de abril de 1868-Ginebra, 2 de noviembre de 1945), nacida Helen Barbey, fue una regatista suizo-estadounidense. Compitió por Suiza en los Juegos Olímpicos de París 1900, ganando una regata con su marido Hermann de Pourtalès el 22 de mayo de 1900. Según el Comité Olímpico Internacional y diversos historiadores está considerada la primera mujer que participó en los Juegos y la primera campeona olímpica de la historia.

## Biografía
Helen Barbey nació el 28 de abril de 1868 en la ciudad de Nueva York, hija de Henry Isaac Barbey y Mary Barbey (de soltera Lorillard), prominente miembro de la sociedad neoyorquina durante la Gilded Age. Sus abuelos maternos fueron Pierre Lorillard III y Catherine Anne Lorillard (de soltera Griswold). Su hermana Eva se casó en 1903 con André Poupart, barón de Neuflize, hermano mayor de Roberte Ponsonby, condesa de Bessborough. Su padre, financiero y director del Ferrocarril de Búfalo, Rochester y Pittsburgh, era sobrino de Adrian Georg Iselin y primo de Charles Oliver Iselin. Barbey creció en el número 17 de West 38th Street en Nueva York City. En 1891 se casó con el suizo Hermann Alexander, conde de Pourtalès (1847-1904). La boda, que tuvo lugar en Washington, D. C. y contó con la presencia de William Howard Taft, por entonces presidente de los Estados Unidos.

### Regatista en los Juegos Olímpicos de París

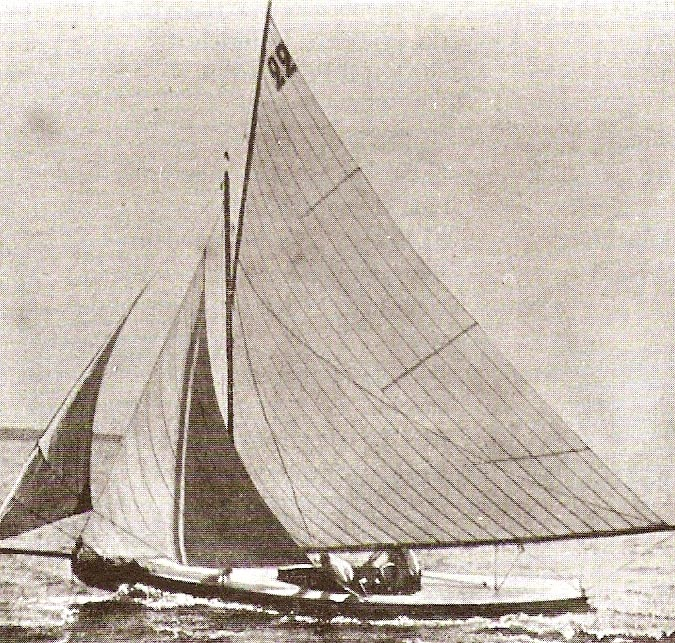
El velero suizo Lérina en los Juegos Olímpicos de París 1900.

De Pourtalès fue miembro de la tripulación del barco suizo Lérina, que ganó la medalla de oro en la primera regata de la clase 2-3 toneladas y la medalla de plata en la segunda regata de la clase 2-3 toneladas en las pruebas de vela de los Juegos Olímpicos de París 1900. También participó en la clase abierta, pero no finalizó la regata. Su marido Hermann, como timonel, y el sobrino de su marido Bernard también eran miembros de la tripulación. 
Fue una de las primeras mujeres en participar en los Juegos Olímpicos, ya que en esta edición se permitió por primera vez competir a las mujeres. Fue muy conocida después de su medalla de oro y el Comité Olímpico Internacional y diversos historiadores la consideran la primera mujer participante en los Juegos y la primera campeona olímpica de la historia, aunque el historiador olímpico Bill Mallon, basándose en el trabajo de investigación de Ian Buchanan, señala que su participación no está bien documentada y que puede que solo fuera la propietaria del barco, sin participar en la regata del 22 de mayo.
Falleció el 2 de noviembre de 1945 en Ginebra.

## Vida personal
En 1891 se casó con el suizo Hermann Alexander, conde de Pourtalès (1847-1904), tras la muerte de su primera esposa, Marguerite Marcet. Hermann era capitán de los Coraceros de la Guardia, un regimiento de caballería pesada del Ejército Real Prusiano. Se convirtió así en madrastra del conde Guy de Pourtalès (1881-1941), escritor hijo del primer matrimonio de su marido, y del conde Raimond Pourtalès (1882-1914), agregado de la embajada alemana, que se casó con la condesa Luise Alexandra von Bernstorff (1888-1971), hija de Johann Heinrich von Bernstorff, embajador alemán en Estados Unidos en 1911. La boda, que tuvo lugar en Washington, D. C., contó con la presencia de William Howard Taft, por entonces presidente de los Estados Unidos.
Entre sus familiares se encontraban sus tíos Pierre Lorillard IV; su tía Catherine Lorillard; su tío George Lyndes Lorillard, quien se casó con Marie Louise LaFarge, hija de John LaFarge y hermana del arquitecto Christopher Grant LaFarge, quien más tarde se convirtió en la condesa de Ágreda por su matrimonio con el conde de Ágreda; y Louis Lasher Lorillard, quien se casó con Katherine Livingston Beeckman, hermana del gobernador de Rhode Island Robert Livingston Beeckman.